# چلنو
چلنو (به ایتالیایی: Celleno) یک کومونه در ایتالیا است که در استان ویتربو واقع شده‌است.

## خصوصیات
چلنو ۲۴٫۶ کیلومترمربع مساحت و ۱٬۳۵۹ نفر جمعیت دارد و ۴۰۷ متر بالاتر از سطح دریا واقع شده‌است.